# Calycin
Calycinerne (fra gr. kalyks, bæger, krater) er en strukturel superfamilie af proteiner, der har en fælles 3D struktur baseret på en beta-barrel, men den strukturelle lighed fremgår dog ikke direkte af de primære aminosyre-sekvenser. Den fælles struktur medfører sammenlignelige funktioner: Binding og transport af hydrofobe molekyler.
På grundlag af funktion og lokalisering skelnes mellem tre distinkte grupper calyciner: Lipocaliner,  FABPs (fatty acid-binding proteins, fedtsyre-bindende proteiner) og avidiner.

## Lipocaliner
Lipocalinerne udgør en varieret og voksende familie af hovedsagelig små secernerede proteiner. De har en høj affinitet og selektivitet for hydrofobe molekyler og er generelt betragtet som extracellulære transport-proteiner, som f.eks. RBP (det retinol-bindende protein), der transporterer retinol (en form af vitamin A i blodet til mål-cellerne. 

## FABP
De fedtsyre-bindende proteiner (FABPs) er næste eksklusivt intracellulære proteiner, der binder hydrofobe molekyler, der indgår i lipid-metabolismen. Disse proteiner er f.eks. cRBP, det cellulære retinol-bindende protein, der transporterer retinol inde i cellen.

## Avidiner
Avidiner som f.eks. streptavidin, et lille opløsligt protein fra bakterien Streptomyces avidinii, og dets homolog, æggehvide-proteinet avidin, er proteiner med en bemærkelsesværdig høj affinitet for vitaminet biotin såvel som andre hydrofobe ligander.

## Den fælles struktur
Den fælles struktur er domineret af en beta-barrel  med otte antiparallelle beta-kæder som kan binde og holde et hydrofobt molekyle.  FABP består dog of en beta-barrel med to antiparallelle beta-kæder. Beta-kæderne benævnes ofte A-H.
I modsætning til de membranbundne proteiner med en struktur baseret på beta-barrel, vender calycinerne de hydrofobe aminosyre-rester indad og de hydrofile aminosyre-rester udad.

## Eksterne links og henvisninger
1. ↑  "Analysis of Sequence and Structure Relationshps in the Calycin Protein Superfamily". Arkiveret fra originalen 15. februar 2021. Hentet 2. august 2016.

- The avidin-biotin system